# Benson Knob
Benson Knob är en kulle i Antarktis. Den ligger i Östantarktis. Australien gör anspråk på området. Toppen på Benson Knob är 1 540 meter över havet.
Terrängen runt Benson Knob är kuperad åt nordväst, men åt sydost är den platt. Trakten är obefolkad. Det finns inga samhällen i närheten.